# Erkentelijkheidsmedaille 1940-1945
In 1946 werd een Erkentelijkheidsmedaille 1940-1945 ingesteld omdat het de Nederlandse regering was gebleken dat niet iedere vreemde onderdaan een Nederlandse Ridderorde kon of mocht accepteren. Voor de toekenning van deze erkentelijkheidsmedaille waren er minder obstakels. Toch kon de Erkentelijkheidsmedaille ook aan Nederlanders en Nederlandse onderdanen worden uitgereikt.
Frankrijk heeft in 1917 al een vergelijkbare medaille ingesteld de Franse Erkentelijkheidsmedaille die in drie graden werd uitgereikt.
De medaille werd ingesteld bij Koninklijk Besluit van 9 februari 1946. De medaille zou in zilver of brons worden uitgereikt aan Nederlanders, Nederlandse onderdanen en vreemdelingen die zich, zo is in het KB te lezen, "voor de Nederlandse zaak verdienstelijk hebben gemaakt, hetzij door het verlenen van hulp aan Nederlanders, Nederlandse onderdanen en Nederlandse instellingen, die zich in 1940-1945 op het door den vijand bezette grondgebied van het Koninkrijk bevonden of aan Nederlanders en Nederlandse onderdanen, die het grondgebied van het Koninkrijk in de periode 1940-1945 hebben verlaten, hetzij door leniging van nood van deze personen na de bevrijding".
In een later KB werd nog toegevoegd dat de Erkentelijkheidsmedaille in verkleinde vorm, dus als miniatuur, gedragen mocht worden. Ook mocht vanaf dat moment het lint alleen, als baton, gedragen worden. In dat geval wordt hierop een zilveren of bronzen kroontje bevestigd in het metaal van de medaille. Er is niet voorzien in een "lintje" of knoopsgatversiering.

## De medaille
De 29 millimeter brede, ronde medaille werd gedekt door een verhoging in de vorm van de Nederlandse Koninklijke kroon. Men droeg de medaille aan een 27 millimeter breed oranje lint met in het midden een 5 millimeter brede witte baan op de linkerborst. De voorzijde vertoont een scène uit een Griekse sage; de slaaf Androclus die een leeuw van zijn doorn verlost. Daar omheen staat in het Latijn het randschrift "SIBI BENEFACIT QUI BENEFACIT AMICO" (Vertaling: wie een vriend helpt, helpt zichzelf).
Op de keerzijde van de medaille is de gekroonde Nederlandse leeuw afgebeeld met het randschrift "POPULUS BATAVUS GRATO ANIMO" (het dankbaar gestemde Nederlandse volk).
In een later Koninklijk Besluit werd nog bepaald dat de Erkentelijkheidsmedaille ook in verkleinde vorm gedragen mocht worden. Ook mocht vanaf dat moment het lint zonder medaille worden gedragen. In dat geval wordt op de baton een kroontje bevestigd in het metaal van de medaille.